# 24 Preludios, Op. 11 (Skriabin)

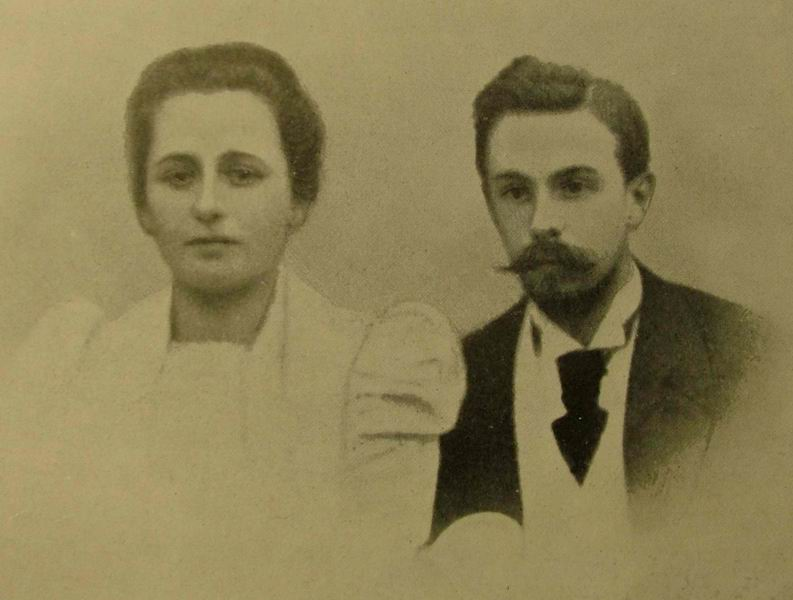
Vera & Alexandr Skriabin en 1898

Los 24 Preludes, Op. 11 de Aleksandr Skriabin es un conjunto de preludios compuestos en el curso de ocho años entre 1888 y 1896. Fueron una de sus primeras obras publicadas por el editor Mitrofán Beliáyev en 1897 en Leipzig, Alemania, junto con sus 12 Études, Op. 8 (1894-95).

## Análisis estructural
Los 24 preludios de Skriabin siguen el modelo de la colección de 24 preludios de Frédéric Chopin. Esta colección también cubre las 24 tonalidades mayores y menores siguiendo la misma secuencia: Do mayor, La menor, Sol Mayor, Mi menor, etc., alternando las tonalidades mayores y menores siguiendo el círculo de quintas.
Esta obra está considerada una de las más impresionantes entre las composiciones tempranas de Skriabin.

## Indicaciones detempo
| - N.º 1 en do mayor – Vivace - N.º 2 en la menor – Allegretto - N.º 3 en sol mayor – Vivo - N.º 4 en mi menor – Lento - N.º 5 en re mayor – Andante cantabile - N.º 6 en si menor – Allegro - N.º 7 en la mayor – Allegro assai - N.º 8 en fa sostenido menor – Allegro agitato | - N.º 9 en mi mayor – Andantino - N.º 10 en do sostenido menor – Andante - N.º 11 en si mayor – Allegro assai - N.º 12 en sol sostenido menor – Andante - N.º 13 en sol bemol mayor – Lento - N.º 14 en mi bemol menor – Presto - N.º 15 en re bemol mayor – Lento - N.º 16 en si bemol menor – Misterioso | - N.º 17 en la bemol mayor – Allegretto - N.º 18 en fa menor – Allegro agitato - N.º 19 en mi bemol mayor – Affettuoso - N.º 20 en sol menor – Appassionato - N.º 21 en si bemol mayor – Andante - N.º 22 en sol menor – Lento - N.º 23 en fa mayor – Vivo - N.º 24 en re menor – Presto |

## Preludio en do mayor, op. 11, n.º 1
El Preludio en do mayor, op. 11, n.º 1, fue compuesto en noviembre de 1895 en Moscú.  En él, el virtuoso pedaleo sostenido de Skriabin ensambla grupos de hasta siete notas diatónicas diferentes en una sonoridad exquisita que el mismo Skriabin solía describir como un "cambio psíquico".
Toda la melodía de este preludio consta de 240 corcheas, siendo el acorde de apertura de esta pieza C–D–E–F–G–A, con la tónica de do mayor en el bajo. El valor de tiempo de cada corchea cambia cada vez que el tempo cambia, como se puede observar en el segundo grupo de notas en el segundo compás, que mide menos de la mitad del tempo del segundo grupo en el decimocuarto compás. Esta pieza tiene 26 compases y tarda aproximadamente un minuto en tocarse con una marca de tempo Vivace.

## Preludio en mi menor, op. 11, n.º 4
El Preludio en mi menor, op. 11, n.º 4, compuesto en Moscú en 1888, fue el primero de los 24 preludios, op. 11 escrito por Skriabin.  Concebido originalmente como una balada, la pieza fue reelaborada a su forma actual y titulada Preludio. A pesar de que ambas manos tienen bellas melodías indicadas con tenutos en los compases 1–3–9–11, la voz de contralto en el 16, de la mano izquierda parece llevarse el crédito como la más bella entre las dos. Las décimas arpegiadas en los compases 20–23 hacen que la nota superior del acorde caiga en el tiempo.
La forma estructural de esta composición es A (compases 1–8), A repetida (9–14), puente (15–19) y coda (20–24), con la segunda frase que repite la primera en una cuarta inferior. Tiene 24 compases de largo con una marca de tempo Lento, y se tarda unos dos minutos en tocarlo.

## Preludio en mi mayor, op. 11, n.º 9
El Preludio en mi mayor, op. 11, n.º 9, tiene 36 compases de duración y se tarda casi un minuto y medio en ejecutarlo, tocándose a ritmo de Andantino. A pesar de su tonalidad, la voz de la mano izquierda a menudo toca pasajes de do♯ menor, mientras que la mano derecha toca de manera relativamente consistente dentro de los límites de mi mayor, lo que le da a la pieza un color tonal único.
La pieza comienza con una suave melodía de la mano izquierda en do ♯ menor acompañada de acordes de bloque claramente mayores de la mano derecha. Las frecuentes novenas y séptimas mayores contribuyen al tono de color de la pieza. En el octavo compás, una escala cromática vuelve a subir hasta el Do♯ para repetir los cuatro primeros compases de la melodía inicial. Esta vez, se emplea un tresillo con ritmo punteado como contrapunto adicional en la mano derecha.
En el decimotercer compás, vemos un mayor desarrollo de la melodía, utilizando crescendos y decrescendos amplios pero cortos. Los siguientes cuatro compases actúan como un puente hacia la segunda sección en el compás 17, donde una melodía de tenor altísima se acompaña de deliciosas armonías en la mano derecha. Esta sección continúa hasta el compás 30, cuando se toca un acorde de la mayor, pero luego, cuando se levanta el pedal, solo se escucha el tercer do♯ y se repite la melodía inicial, usando la armonía de la mano derecha del noveno compás. La pieza termina con tres acordes en bloque, en una cadencia dominante muy poderosa, con el acorde de mi mayor final, arpegiado.
Una de las interpretaciones aclamadas por la crítica de esta pieza es la de Mijaíl Pletniov en su disco Skriabin: 24 Preludios, Sonatas 4 & 10.

## Preludio en do sostenido menor, op. 11, n.º 10
El Preludio en do♯ menor, op. 11, n.º 10, tiene 20 compases de largo y toma menos de un minuto y medio tocarlo. Está marcado en Andante. Tiene dos secciones de misteriosos intervalos de séptima mayor y armonías de tritono, divididas por una sección lírica de mi mayor. Como muchas de las piezas más lentas de Scriabin, se toca muy rubato.
La primera sección es muy misteriosa, ya que Skriabin emplea muchos tritonos e intervalos de séptima que no caen en la tonalidad de do♯ menor. El noveno compás, marcado con anima, introduce una melodía en mi mayor usando armonías más convencionales, pero la pieza solo profundiza una vez más en las profundidades del misterio cuatro compases después. Aquí, marcada como fortississimo, la melodía inicial sale con toda su fuerza usando el amplio espectro de tesitura del piano.
En el decimoséptimo compás, la pieza se calma con acordes de bloques silenciosos de fa♯ menor, do♯ menor-7 y si mayor-9, finalmente resolviéndose en un acorde final de do♯ menor arpegiado, que recuerda el noveno preludio inmediatamente anterior a éste. Esto muestra la capacidad de Skriabin para encontrar puntos en común en sus obras más diversas.
Una de las interpretaciones aclamadas por la crítica de esta pieza es la de Mijaíl Pletniov en su disco Skriabin: 24 Preludios, Sonatas 4 & 10. Otra es la grabación de 1956 de Vladimir Horowitz que se encuentra en la edición de RCA/Victor "Horowitz Plays Scriabin".

## Grabaciones
- Prélude Op. 11 N.º 9 en mi mayor – Andantino listenⓘ
- Prélude Op. 11 N.º 10 en do sostenido menor – Andante listenⓘ
- Prélude Op. 11 N.º 13 en sol bemol mayor – Lento listenⓘ